# Karla Delago
Karla Delago (8 febbraio 1965) è un'ex sciatrice alpina italiana.

## Biografia
Specialista delle gare veloci originaria di Selva di Val Gardena, Karla Delago è sorella di Oskar e zia di Nadia e Nicol, tutti a loro volta sciatori alpini; debuttò in campo internazionale in occasione dei Mondiali juniores di Sestriere 1983 e ottenne il primo piazzamento in Coppa del Mondo l'8 dicembre 1984 a Davos in supergigante (13ª). Ai Mondiali di Bormio 1985 non completò la combinata e nella successiva stagione 1985-1986 ottenne i suoi migliori risultati in Coppa del Mondo, quando si piazzò 7ª nella combinata di Bad Gastein del 12 gennaio e nella discesa libera di Crans-Montana del 1º febbraio. Il suo ultimo piazzamento internazionale fu il 13º posto ottenuto nel supergigante di Coppa del Mondo disputato a Vail il 15 marzo 1987; qualificatasi per i XV Giochi olimpici invernali di Calgary 1988, si infortunò gravemente durante le prove della discesa libera e non tornò più alle gare.

## Palmarès

### Coppa del Mondo
- Miglior piazzamento in classifica generale: 45ª nel 1986 e nel 1987

### Campionati italiani
- 9 medaglie[3]:
  - 6 ori (discesa libera, combinata nel 1983; discesa libera nel 1984; discesa libera nel 1985; discesa libera, combinata nel 1986)
  - 2 argenti (supergigante nel 1986; supergigante nel 1987)
  - 1 bronzo (slalom gigante nel 1986)